# Аляскинско-инуитские языки

Инупиак выделен оранжевым

Инупиак (англ. Alaskan Inuit, Inupiat, Iñupiaq, Inupiaq) — ряд диалектов инуитской языковой группы эксимосско-алеутской семьи, на которых говорят инупиаты. В настоящее время на языке (суммарно по всем диалектам) говорит примерно 2100 человек на севере Аляски (США) и на северо-западе Канады.

## Общая информация

### Генеалогическая информация
Как язык инуитской группы, инупиак очень близок к инуктитуту и вместе с ним входит в континуум инуитских языков, который простирается от Гренландии до островов Диомида, по которым проходит граница США и России.
И хотя инуитские языки, перетекая друг в друга, образуют «диалектную цепочку», инупиаты, с которыми мне пришлось работать, считают свой язык достаточно отличающимся от остальных. Они чувствуют схожесть с гренландским языком и инуктитутом, но отмечают, что в самом худшем случае дело может дойти до непонимания. (Линда Ланц)

#### Ареал
Распространён на севере Аляски от границы с Канадой через полуостров Сьюард до посёлка Уналаклит, через который проходит граница между группами инуит и юпик. Эскимосов Аляски — 13 тыс. чел., из них владеет языком ок. 2,1 тыс. чел.

### Текущее состояние
До 1971 года инупиак не преподавался в школах; дети коренного населения подвергались наказанию за использование в школе родного языка. После принятия в 1972 году в США законов о языках аборигенов Аляски ситуация медленно начинает меняться к лучшему. Впрочем, хотя в настоящее время в школах на Аляске и ведётся преподавание инупиака, дети в подавляющем своём большинстве свободно им не владеют, а преподавание всё так же ведётся на английском языке. Инупиак в основном используется в домашнем быту взрослым населением. Имеются сведения, что
- менее 5 % молодых людей до 18 лет хоть сколько-нибудь владеют инупиаком (при 92 % свободно владеющих им людей старше 65 лет);
- лишь 21 % населения понимает инупиак хорошо.

Если такая тенденция сохранится, язык вымрет уже через два поколения.

## Типологическая характеристика

### Тип выражения грамматических значений
Инупиак относится к полисинтетическим языкам.

#### Именная морфология
Именная схема в инупиаке выглядит так: к основе справа присоединяюся сначала словообразовательные аффиксы, затем — словоизменительные аффиксы (обычно от 0 до 2), затем — аффикс, кумулятивно выражающий падеж и число. Словоизменительные категории — это число, падеж и посессивность.
| iḷisautriġayaat   |
| ilisautʐi-ʁaja: t |
| учитель-MANY      |
| «много учителей»  |

Имеется арсенал словообразовательных аффиксов, среди которых:
- диминутив: -uraq;
- «бывший»: -aluaq;
- «большой»: -qpak и другие.

| taġġaqtuun    |
| taʁʁaqtuq-utə |
| отражать-NMLZ |
| «зеркало»     |

##### Падежная система
| Обозначение | Падеж                         | Функции |
| ----------- | ----------------------------- | --- |
| Erg         | Эргатив                       | маркирует 1. субъект в переходном предложении; 2. посессора                                                                                              |
| Abs         | Абсолютив                     | маркирует субъект в непереходном предложении и объект — в переходном                                                                                     |
| Instr       | Творительный (Инструменталис) | самый плохо изученный падеж как минимум, маркирует 1. инструмент действия; 2. неопределённый объект у некоторых переходных глаголов; 3. новую информацию |
| All         | Направительный (Аллатив)      | маркирует направление к цели |
| Abl         | Исходный (Аблатив)            | маркирует 1. направление от цели: 2. источник движения                                                                                                   |
| Loc         | Местный (Локатив)             | маркирует местоположение и время |
| Perl        | Перлатив                      | маркирует: 1. средство или путь перемещения; 2. тему сообщения                                                                                           |
| Sim         | Симулятив                     | маркирует похожесть |
| Voc         | Звательный (Вокатив)          | маркирует адресата |

При этом в именах может быть ровно одна основа.
| aksraktuaqłupiaq           |
| akʂaktuaq-qɬuk-piaq-∅      |
| машина-старый-очень-Abs.Sg |
| «очень старая машина»      |

#### Глагольная морфология
У глаголов к корню присоединяются сначала словоизменительные аффиксы (впрочем, их может и не быть), а затем — один кумулятивно выражающий лицо, число и наклонение аффикс. При этом, как и для других инуитских языков, для инупиака характерна инкорпорация имени, чей корень встаёт слева от глагольного.
| Qaqqulaakitpisi?                                                        | Ii, | qaqqulaakitchugut.                     |
| qaaqqula: k-it-pisi:                                                    | i:  | qaqqula: k-it-tuɣut                    |
| крекер-[не иметь достаточно]-2Pl.INTERR                                 | да  | крекер-[не иметь достаточно]-1Pl.INDIC |
| «У вас (мн.) недостаточно крекеров?» «Да, у нас недостаточно крекеров». |     |                                        |

| Uqaqsiitigun                       | uqaqtuguk.           |
| uqaqsi: ti-ɣun                     | uqaq-tuɣuk           |
| телефон-Perl.Sg                    | говорить-1Dual.INDIC |
| «Мы (вдвоём) говорим по телефону». |                      |

### Характер границы между морфемами
Инупиак — язык агглютинативного типа, то есть морфемы присоединяются одна к другой и несут, как правило, одно грамматическое значение. Фонетические процессы на стыках достаточно редки.
| Aŋuniaqtit        | siñiktut.       |
| aŋuniaq-tə-t      | sinik-tut       |
| охотиться-NMLZ-Pl | спать-3Pl.INDIC |
| «Охотники спят».  |                 |

### Тип маркирования в именной группе
В посессивной именной группе — двойное маркирование. Посессивные суффиксы маркируют число и лицо посессора и зависимого. При этом зависимое может употребляться без посессора, но посессор без зависимого — нет.
| Aakauraġa             | nakuaġiruŋa.   |
| a: kauʐaq-ga          | nakuaʁi-ʐuŋa   |
| сестра-1Sg.Poss.Abs   | любить-1.INDIC |
| «Я люблю мою сестру». |                |

Особая функция эргативного падежа в инупиаке — маркирование посессора в посессивной именной группе.
| Qaullum                      | qipmiñi                 | aŋiruq.                |
| qaulluq-m                    | qipmiq-ni               | aŋi-ʐuq                |
| Кауллук-Erg.Sg               | собака-3Sg.3Sg.Poss.Abs | быть.большой-3Sg.INDIC |
| «Собака Кауллука — большая». |                         |                        |

| ilaan           | qiŋaŋa           |
| ila:-n          | qiŋaq-ŋa         |
| 3Sg.Pronoun-Erg | нос-3Sg.3Sg.Poss |
| «его/её нос»    |                  |

### Тип маркирования в предикации
В предикации наблюдается вершинное маркирование: категории лица и числа выражены на предикате, а не на его актантах.
| Niġisiuŋ!          |
| niʁi-siuŋ          |
| есть-2Pl.3Sg.IMPER |
| «(Вы) ешьте это!»  |

| Dave-gum           | umŋiyagaa           | Bill.    |
| Dave-ɣum           | umnijaq-ɣa:         | Bill-∅   |
| Дейв-Erg           | брить-3Sg.3Sg.INDIC | Билл-Abs |
| «Дейв брил Билла». |                     |          |

### Тип ролевой кодировки
Ролевая кодировка — эргативная.
| Aġnam                 | akpik      | niġigaa.           |
| aʁnaq-m               | akpik-∅    | niʁi-ɣa:           |
| женщина-Erg           | малина-Abs | есть-3Sg.3Sg.INDIC |
| «Женщина ест малину». |            |                    |

| (Uvaŋa)            | aġnaq       | tusaagiga.            |
| (uvaŋa)            | aʁnaq-∅     | tusa:ɣiɣa             |
| (1Sg)              | женщина-Abs | слышать-1Sg.3Sg.INDIC |
| «Я слышу женщину». |             |                       |

Как было отмечено выше, субъект непереходного предложения, а также объект переходного, маркируется абсолютивом.
| Aġnaq              | iglaqtuq.          |
| aʁnaq-∅            | iɣlaq-tuq          |
| женщина-Abs        | смеяться-3Sg.INDIC |
| «Женщина смеётся». |                    |

У личных местоимений эргативность может выражаться только в третьем лице.
| число: | единственное | двойственное | множественное |
| ------ | ------------ | ------------ | ------------- |
| 1      | uvaŋa        | uvaguk       | uvagut        |
| 2      | ilvich       | iliptik      | ilipsi        |
| 3 Abs  | ilaa         | iliŋik       | iliŋich       |
| 3 Erg  | ilaan        | iliŋiknik    | iliŋisa       |

### Базовый порядок слов
SOV является базовым порядком слов, однако, в целом порядок достаточно свободный. Так, может присутствовать SVO:
| Aŋuniaqtik                   | tautukkaak             | tuttu.     |
| aŋuniaqtə-k                  | tautuk-ka: k           | tuttu-∅    |
| охотник-Dual                 | видеть-3Dual.3Sg.INDIC | карибу-Abs |
| «Два охотника видят карибу». |                        |            |

SOV:
| Aŋuniaqtik                   | tuttu      | tautukkaak.            |
| aŋuniaqtə-k                  | tuttu-∅    | tautuk-ka: k           |
| охотник-Dual                 | карибу-Abs | видеть-3Dual.3Sg.INDIC |
| «Два охотника видят карибу». |            |                        |

Примечание: карибу = северный олень.
В инупиаке предложение может целиком состоять и из одного слова:
| Aullaqsruġniaqaqsiñiqsuk.                                           |
| aullaqʂuq-niaq-aqsi-niq-tuk                                         |
| идти.ягода.собирать-Fut-[Начинательный глагол]-вероятно-3Dual.INDIC |
| «Вероятно, они (вдвоём) пошли собирать ягоды».                      |

## Морфосинтаксические особенности
- Система времён построена по принципу «будущее ~ не будущее».
- Время может быть выражено либо глагольным суффиксом, либо наречием времени, напр. ikpaksraq «вчера».
- Существует три числа у имён: единственное, двойственное и множественное.

## Диалектный состав
Инупиак имеет четыре основных диалекта, объединяющихся в две группы: первая — диалект Берингова пролива и диалект кавиагат (полуостров Сьюард); вторая — диалект малимиут и северный диалект. Диалекты далее распадаются на несколько говоров, из которых самый восточный близок к диалекту языка инуитов Канады, так что лингвистическая граница здесь чисто условная. Все диалекты взаимопонятны, хотя между жителями острова Бартер и посёлка Уналаклит — двух географически крайних точек — могут возникнуть некоторые трудности в понимании.
- Диалекты полуострова Сьюард:
  - говоры Берингова пролива:
    - говор острова Кинг, племя укиуванмут (Ukiuvaŋmiut);
    - говор Уэйлса, племена кинмкмиут и тапкармиут (Kiŋikmiut, Tapqaġmiut);
    - говор островов Диомида, племя ингаликмиут (Ingalikmiut).

  - Кавирак, говоры Теллера и деревень южнее Номе:
    - говор Теллера, племена синьрамиут, кавиажармиут (Siñġaġmiut, Qaviaraġmiut);
    - говор реки Фиш, племя иратлуинмиут (Iġałuiŋmiut).
- Северно-аляскинский диалект, распространённый к югу от Кивалины, у Коцебу, вдоль реки Кобук и пролива Нортон[англ.], в Коюке и Уналаклите:
  - говоры малимитун:
    - говор Кобука, племена куунмиут, киитаанмиут, сиильвиим канианирмиут, нуужвинмиут, кууваум каниармиут, акунирмиут, нуатаармиут, напаактурмиут и киваллинирмиут (Kuuŋmiut, Kiitaaŋmiut [Kiitaaġmiut], Siiḷviim Kaŋianiġmiut, Nuurvinmiut, Kuuvaum Kaŋiaġmiut, Akuniġmiut, Nuataaġmiut, Napaaqtuġmiut, Kivalliñiġmiut)[1];
    - говор Коцебу, племена питтармиут, карирмиут, кикиктаржунмиут (Pittaġmiut, Kaŋiġmiut, Qikiqtaġruŋmiut);

  - говоры Норт-Слоп, южная граница распространения которых проходит по Кивалине:
    - общий Норт-Слопа, племена утуккармиут, силялинармиут, каклигмиут, куулугжуармиут, икпикпагмиут, куукпигмиут (Utuqqaġmiut, Siḷaliñaġmiut [Kukparungmiut, Kunmiut], Kakligmiut [Sidarumiut, Utkiavinmuit, Nuwukmiut], Kuulugruaġmiut, Ikpikpagmiut, Kuukpigmiut [Kañianermiut, Killinermiut, Kagmalirmiut])[1][2];
    - говор Пойнт-Хоп, племя тикирармиут[англ.] (Tikiġaġmiut);
    - говор Анактувук-Пасс, племя нунамиут[англ.] (Nunamiut);
    - ууммармиутун, племя уумармиут[англ.] (Uummarmiut).

## Письменность
Создание письменности на латинской основе началось стихийно после Второй мировой войны. Каждый исследователь вносил свои коррективы, пока в 1972 г. не состоялось собрание представителей инуитских общин, закрепившее окончательное правописание. Работа по созданию письменности не была скоординирована с такими же усилиями в Канаде.

### Аляскинский инупиакский алфавит
|     |      |     |     |     |     |     |     |     |     |     |     |     |     |     |     |     |     |     |     |     |     |     |     |
| A   | Ch   | G   | Ġ   | H   | I   | K   | L   | Ḷ   | Ł   | Ł̣   | M   | N   | Ñ   | Ŋ   | P   | Q   | R   | S   | Sr  | T   | U   | V   | Y   |
|     |      |     |     |     |     |     |     |     |     |     |     |     |     |     |     |     |     |     |     |     |     |     |     |
| a   | ch   | g   | ġ   | h   | i   | k   | l   | ḷ   | ł   | ł̣   | m   | n   | ñ   | ŋ   | p   | q   | r   | s   | sr  | t   | u   | v   | y   |
|     |      |     |     |     |     |     |     |     |     |     |     |     |     |     |     |     |     |     |     |     |     |     |     |
| /a/ | /tʃ/ | /ɣ/ | /ʁ/ | /h/ | /i/ | /k/ | /l/ | /ʎ/ | /ɬ/ | /ʎ̥/ | /m/ | /n/ | /ɲ/ | /ŋ/ | /p/ | /q/ | /ʐ/ | /s/ | /ʂ/ | /t/ | /u/ | /v/ | /j/ |

дополнительные диалектные буквы:
- Diomede : e
- Bering : w , z , zr
- Kobuk : ’
- Seward : b

### Канадский инупиакский алфавит
|   |    |   |   |   |    |   |   |   |   |   |   |   |    |   |   |   |   |   |   |   |   |
| A | Ch | F | G | H | Dj | I | K | L | Ł | M | N | Ñ | Ng | P | Q | R | Ȓ | T | U | V | Y |
|   |    |   |   |   |    |   |   |   |   |   |   |   |    |   |   |   |   |   |   |   |   |
| a | ch | f | g | h | dj | i | k | l | ł | m | n | ñ | ng | p | q | r | ȓ | t | u | v | y |

## Лингвистические замечания
По структуре аляскинско-инуитский язык почти  соответствует другим инуитским языкам и диалектам (Канада, Гренландия), хотя западный диалект, пожалуй, ближе к юпикским. Так, в аляскинско-инуитском языке семь падежей, как в юпикских, а не восемь, как в гренландском: аблатив и инструменталис сливаются в один падеж. Вообще, для аляскинско-инуитского языка, особенно в юго-западных диалектах, возможно сильное интерференционное влияние юпикских. Не исключено, что граница между инуитскими и юпикскими языками по-настоящему не является такой жёсткой, как принято считать.

## Википедия на языке инупиак
Существует раздел Википедии на языке инупиак («Википедия на языке инупиак»), первая правка в нём была сделана в 2003 году. По состоянию на 3:33 (UTC) 19 марта 2025 года раздел содержит 242 статьи (общее число страниц — 2257); в нём зарегистрировано 14 778 участников, трое из них имеют статус администратора; 14 участников совершили какие-либо действия за последние 30 дней; общее число правок за время существования раздела составляет 75 547.